# Sauropleura
Sauropleura es un género extinto de lepospóndilos (pertenecientes al grupo Nectridea) que vivieron desde a finales del período Carbonífero hasta comienzos del período Pérmico, en lo que hoy es la República Checa y los Estados Unidos.